# باشاکو
باشاکو (به ژاپنی: 馬借 Bashaku)، اجاره‌کنندگان اسب، حامل‌های باری بودند که از اسب برای حمل محموله‌های خود استفاده می‌کردند. آنها عمدتاً بین دوره هی‌آن و دوره سنگوکو فعال بودند.